# Fritz Eckerle

Fritz Eckerle, um 1896

Fritz Eckerle (* 1. Mai 1877 in Frankweiler; † 31. Dezember 1925 in Bamberg) war ein deutscher Schriftsteller.

## Leben
Eckerle stammte aus einer pfälzischen Weinbauernfamilie und studierte ab 1895 Rechtswissenschaften in Würzburg, Gießen und München. Er war Mitglied der Corps Rhenania Würzburg und Teutonia Gießen. Nach der Promotion zum Dr. jur. ließ er sich 1912 als Notar in Hofheim in Unterfranken nieder. Später übersiedelte er nach Bamberg. Als Schriftsteller verfasste er zwischen dem Ersten Weltkrieg und seinem frühen Tod 1925 Lyrik, Dramen und Prosawerke, die meist im Bamberger Parnaß-Verlag erschienen.
Vor dem Friedhof in Siebeldingen in der Pfalz ist eine Tafel mit einem Gedicht von Fritz Eckerle aufgestellt:

„Dort liegen Sie,

den Rücken auf der sonnenwarmen Erde

und über ihnen Erde noch fünf Schuh.

Und Immergrün behütet ihre Ruh,

die Rosen decken Stein und Namen zu,

tief drunten zieht des Stromes Silberfährte.

Doch um die Gräber flutet ringsumher,

von grünen Reben ein weitwogend Meer;

vom Flachland nimmt es seinen Lauf

und brandet hoch am blauen Berg hinauf.

So soll’s im Tode wie im Leben sein:

Was ihr geliebt, das ist um euch, der Wein.

Schlaft wohl, ihr rebenfrohen Väter mein!“

## Werke
- Die heiße Zone, Lustspiel in drei Akten, Berlin 1918
- Schatten, Schauspiel in drei Akten, Berlin 1921
- Das hohe Lied. Eine rheinische Dichtung, Bamberg 1921 (ein nationales Epos in klassischem Versmaß, das das Hambacher Fest von 1832 zum Hintergrund hat)
- Die grünen Türme. Ein Buch der Erlebnisse, Bamberg 1924 (romant. Abenteuerroman)
- Hans Kirch, Schauspiel in fünf Aufzügen, Bamberg 1924
- Der Pflüger, Gedichte, Bamberg 1924
- Lebensfreude, Roman, Bamberg 1924
- Der Andere. Novellen, Satiren und Skizzen, Bamberg 1924